# Peter Mack (Floorballspieler)
Peter Mack (* 29. Mai 1992 in Klagenfurt) ist ein österreichischer Floorballspieler. Derzeit spielt er für den KAC Floorball.

## Karriere
Peter Mack spielt seit 2007 durchgehend für den KAC Floorball. Nach zwei Jahren im Nachwuchs debütierte er 2009 in der Kampfmannschaft. Er gilt als Leistungsträger und Führungsspieler; der Sprung ins Nationalteam blieb ihm allerdings bisher verwehrt.

## Sonstiges

### Besonderheiten
Mack ist seit 2013 neben seiner Spielerkarriere als Nachwuchsleiter des KAC Floorball tätig. Zudem trainierte er schon diverse Jugendmannschaften, aktuell befinden sich die U11 und die U13 in seiner Obhut.